# La Grenouille (film)
Pour les articles homonymes, voir Grenouille (homonymie).
Pour plus de détails, voir Fiche technique et Distribution.
La Grenouille est un film muet fantastique français réalisé par Segundo de Chomón, sorti en 1908. Julienne Mathieu en est l'une des interprètes.

## Synopsis
Une fée fait apparaître une grenouille verte au milieu d'une fontaine. Une explosion emporte la fée.
Tandis que la petite grenouille sautille autour de la fontaine, différentes figures prennent place au centre : une grenouille géante, un magicien à grandes moustaches, des jets d'eau colorés, un second magicien sous une pluie de grains de riz.
Une nouvelle explosion fait revenir la fée. Elle fait apparaître plusieurs carrousels inspirés des fontaines de l'âge classique : des femmes alanguies, gardées par des soldats armés de hallebardes ; des femmes sous des tonnelles de fleurs; des femmes sortant de coquillages géant gardées par des soldats en arme; des femmes dirigeant des chevaux cabrés, bientôt rejointes par des soldats en arme.
À la fin, la fontaine réapparaît et la fée s'en va. La grenouille grimpe au sommet de la fontaine et fait ses ablutions.

## Fiche technique
- Titre : La Grenouille
- Titre anglophone The Frog
- Titre russe: Лягушка
- Réalisation : Segundo de Chomón
- Société de production : Pathé Frères
- Pays de production :  France
- Genre : Film fantastique, Film à trucs
- Format : Couleur, par coloriage en post-production
- Durée : 3 minutes
- Dates de sortie :
  - France : 14 mars 1908

## Distribution
- Julienne Mathieu : la fée
- Une personne déguisée en grenouille
- Un magicien
- Des comédiens et comédiennes

## À noter
- Le film a été tourné dans les studios de Pathé à Montreuil[1].
- Un lecteur de Télérama commente : « Pour le coup, cette grenouille est totalement barrée[2]. »
- En 2013, le clip vidéo[3] d'une chanson populaire, Applause, de l'Américaine Lady Gaga, a fait parler de La Grenouille comme l'une des sources d'inspiration possibles (carrousels, explosions, coquillages[4]…).